# Thaumastoderma minancrum
Thaumastoderma minancrum is een buikharige uit de familie Thaumastodermatidae. Het dier komt uit het geslacht Thaumastoderma. Thaumastoderma minancrum werd in 2008 voor het eerst wetenschappelijk beschreven door Hummon. 